# 아양음사
아양음사(峨洋吟社)는 영남사림(嶺南士林)의 후예가 중심이 되어 결성한 시회(詩會)이다. 아양(峨洋)은 지기지우(知己之友)를 말한다.

## 창립 사원
창립사원 31명은 운거(雲居) 강봉희, 소석(小石) 김영대, 춘곡(春谷) 이근직, 송하(松下) 서상목, 연봉(煙峯) 함승호, 주호(珠湖) 김용식, 호정(湖亭) 박채식, 나산(羅山) 김정수, 행사(幸士) 석재탁, 송곡(松谷) 신옥, 청한(靑漢) 이세호, 해정(海庭) 이희주, 만하(萬下) 임규석, 석정(石汀) 정무섭, 문파(汶坡) 최준, 남고(南皐) 최항묵, 성암(性巖) 한규용, 일헌(一軒) 허규, 홍산(鴻山) 허흡, 남구락, 도건호, 서기원, 신태문, 윤원직, 박봉희, 이원기, 이종선, 이택진, 이순희, 정뢰호, 변성규 등이다.
대구에 아양루라는 정자를 만들어서 이 곳에서 시회를 열었다.  아양루(峨陽樓)는 현재 비지정 문화재이다.